# Макулеле

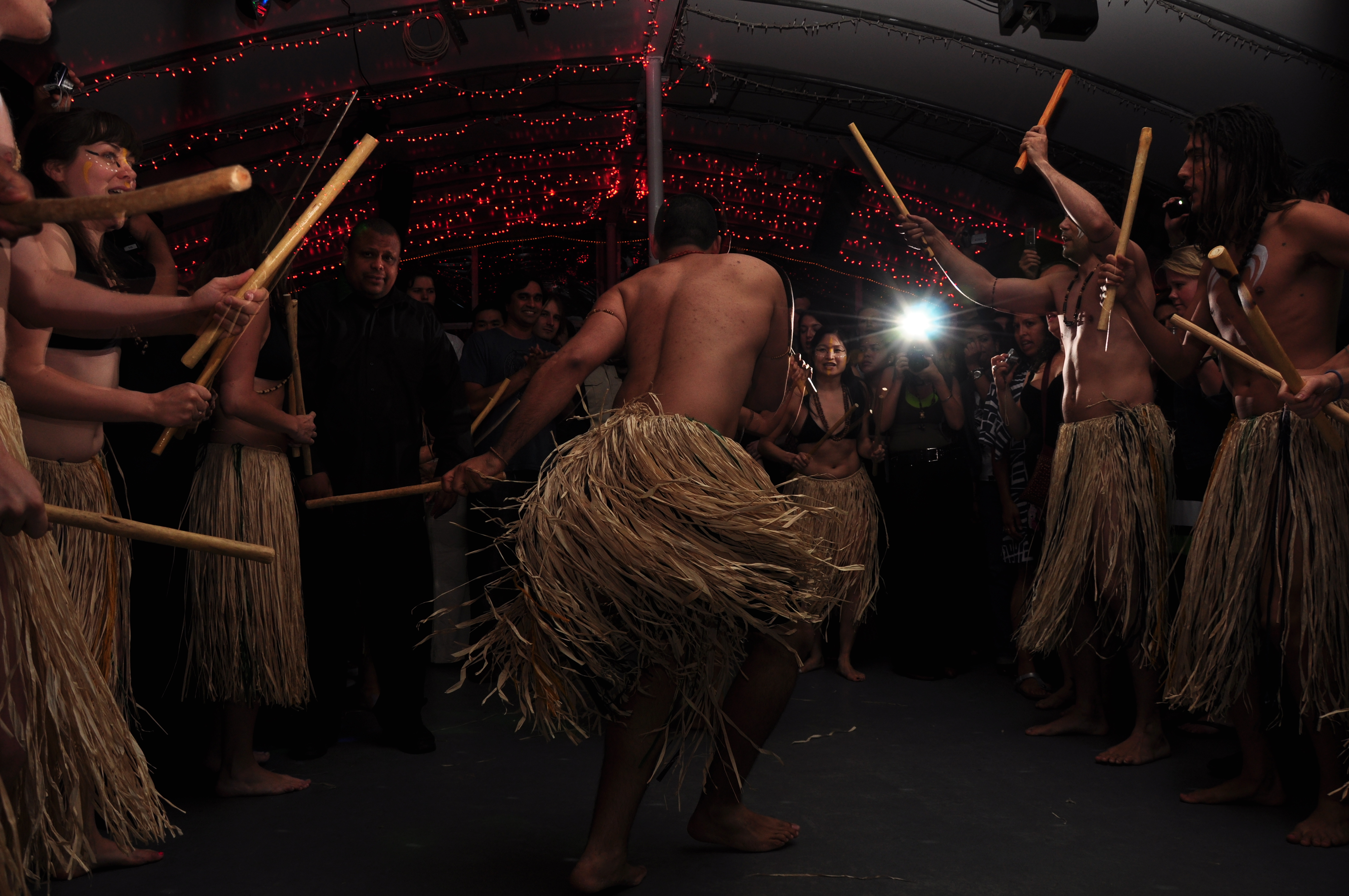
Макулеле в Нью-Йорке.

Макулеле́ (порт. maculelê, ударение на последний слог) — парный танец с мачете. Как правило, выполняется под аккомпанемент барабана африканского происхождения атабаке (порт. atabaque). Согласно одной из легенд, танец был создан мальчиком по имени Макулеле́. В старину мужчины по обыкновению были заняты на охоте или войне, поэтому в деревне оставались только женщины, старики и дети. При отсутствии сильных защитников в случае набегов им было необходимо как-то обороняться — с этой целью и был создан данный воинственный танец. Со временем танец претерпевал изменения и дошёл до наших времен в качестве стилизованной хореографии. Макулеле является частью афро-бразильских традиций и определённым образом близок капоэйре. Капоэйристы танцуют макулеле ради развлечения или представляют его на показательных выступлениях. В современном макулеле мачете используются в основном на выступлениях, а для обучения и род (от порт. roda — круговой танец, хоровод) используют палочки.

## Происхождение
Существует несколько легенд о происхождении макулеле. Самая распространенная из них рассказывает о поселении индейцев в джунглях Бразилии. Однажды все взрослые мужчины ушли на охоту, а в селе остались одни женщины, дети и старики. Неожиданно на деревню напали враги (чаще указываются португальцы) с намерением покорить всех жителей. Однако, старики, которые не пошли на охоту, вооружившись ножами и дубинами, дали отпор нападавшим. По легенде, основа макулеле — совокупность приёмов борьбы, которыми были избиты португальцы. Иногда начало макулеле видят в театрализованном представлении, в котором старые защитники показывали молодым воинам, как именно они защищали поселения.
По другой версии, нападавших прогнал мальчик по имени Макулеле. Он от природы был слаб, но напившись волшебного напитка из журемы (галлюциногенного отвара), смог сам побить нападавших.
Сейчас макулеле существует лишь в форме танца. О его боевом происхождении упоминается в песне:
| Uma luta chamada maculele  | Одна борьба, известная как макулеле,     |
| Vira danca para nao morre… | Превратилась в танец, чтобы не исчезнуть |

## Современное макулеле

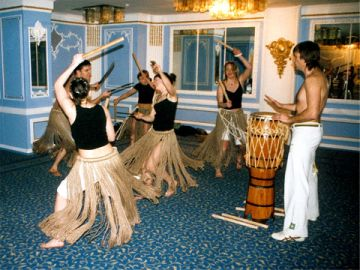
Репетиция макулеле

Современное макулеле развивается обычно капоэйристами. Движения макулеле мало напоминают капоэйру, но в нем также присутствует ритм. Поэтому иногда считают, что тренировки макулеле способствуют лучшему пониманию капоэйры.
Макулеле танцуют с двумя палочками (порт. grimas), держа по одной в каждой руке. Танец является почти полной импровизацией. Двое партнеров выполняют па и ударяют свои палочки в определенном ритме.

### Рода макулеле
Рода (круг) макулеле похожа на роду капоэйры. Участники становятся в круг. Для задания ритма используют один или несколько барабанов.
Танцует только одна пара внутри круга. Другие участники роды отражают ритм своими палочками. Танцующих можно заменять, выходя в круг как по одному так и парой. Правила замены танцующего разнятся в различных школах капоэйры.
Завершается рода серий ударов по барабанам, которые должны услышать находящиеся на данный момент внутри круга. При последнем ударе барабана танцующие должны опуститься на правое колено, держа палочку в правой руке над головой параллельно полу.

## Барравенту
Барравенту (порт. Barravento) — быстрый ритм музыкального сопровождения танца макулеле. Барравенту по обыкновению заканчивает роду макулеле, что чаще всего происходит следующим образом: музыканты исполняют определённый барабанный ритм, сигнализирующий о завершении роды макулеле, после чего сразу переходят на ритм барравенту.
Ритм барравенту значительно более быстрый ритма макулеле, что ограничивает танцоров в выборе элементов между началом следующего такта и ударом палочкой о палочку партнёра. По этой причине зачастую элементы нижнего уровня полностью исключаются из движений, оставляя танцорам возможность исполнения движений только верхнего уровня.
Барравенту чаще всего выходят танцевать более опытные исполнители макулеле или люди с хорошо развитым чувством ритма, поскольку мало опытный человек зачастую сбивается с темпа и не попадает палочкой по палочке партнёра в нужный момент, что нарушает ритмическую структуру танца.

## Основные правила танца
Все движения макулеле выполняются на четыре такта. На каждый первый (или четвертый) такт партнеры ударяют палочками, которые держат в правой руке. В зависимости от конкретного движения, в остальные три такта можно ударять своими палочками друг о друга, или стучать ими по полу, или же не делать ни то, ни другое.

### Базовый шаг
Как и все движения макулеле, основной шаг производится в четыре такта.
1. На первом такте производится шаг вперед левой (или правой) ногой, вес тела переносится вперёд, палочкой в правой руке наносится удар о палочку партнёра
2. На втором такте, вес тела переносится назад. Палочки могут ударяться друг о друга
3. В третьем такте делается шаг назад левой (или правой) ногой, вес тела переносится на неё
4. На четвертом такте вес вновь переносится на правую (левую) ногу
5. Левая нога делает шаг вперед как в первом такте.
6. Далее движения продолжаются повторяя весь цикл

К движениям ногами добавляют также движения руками и корпусом.

## Типовые постановки
Для большей зрелищности в хореографических постановках макулеле иногда вместо палочек используют ножи — мачете.
В выступлениях используют более сложные движения, чем для роды макулеле. Выступающие могут изображать войну индейских племен или ритуальные танцы. Иногда в выступлениях показывают сложные акробатические элементы.
Еще одной распространенной постановкой является макулеле с горящими факелами. Танцоры также демонстрируют «огненные дыхания», выплевывая на пламя горючую жидкость (напр., керосин).

## Музыка в макулеле
Макулеле исполняется под традиционные песни на бразильском варианте португальского языка. Наиболее популярными песнями являются:
O Boa Noite
Sóu Eu Maculele
и другие